# Liste der portugiesischen Botschafter in Sambia
Die Liste der portugiesischen Botschafter in Sambia listet die Botschafter der Republik Portugal in Sambia auf. Die beiden Staaten unterhalten seit 1975 diplomatische Beziehungen. Am 16. Januar 1976 nahm die portugiesische Botschaft in der sambischen Hauptstadt Lusaka die Arbeit auf.
1999 wurde die Botschaft wieder geschlossen. Sambia gehört seither zum Amtsbezirk des portugiesischen Botschafters im Nachbarland Simbabwe. In Lusaka ist ein portugiesisches Honorarkonsulat eingerichtet.

## Missionschefs
| Name                                       | Bild   | Amtszeit                            | Anmerkungen |
| Sambia                                     | Sambia | Sambia                              | Sambia |
| ------------------------------------------ | ------ | ----------------------------------- | --- |
| António Taveira da Cunha Valente           |        | 16. Januar 1976 –29. Juni 1976      | Geschäftsträger der Botschaft in Lusaka, damit erster Botschafter Portugals in Sambia; am 28. Januar 1976 akkreditiert. |
| António Flores de Andrade                  |        | 26. Juni 1976 –19. Dezember 1980    | Botschafter in Lusaka; am 20. Juli 1976 akkreditiert                                                                    |
| Viriato António Rodrigues                  |        | 20. Dezember 1980 –22. Oktober 1981 | Geschäftsträger in Lusaka                                                                                               |
| Vasco Taveira da Cunha Valente             |        | 22. Oktober 1981 –23. Dezember 1981 | Geschäftsträger in Lusaka                                                                                               |
| Viriato António Rodrigues                  |        | 23. Dezember 1981 –24. Juni 1982    | Geschäftsträger in Lusaka                                                                                               |
| Artur Dias da Silva Nogueira               |        | 24. Juni 1982 –5. November 1983     | Botschafter in Lusaka; am 7. Juli 1982 akkreditiert                                                                     |
| António Augusto Gonçalves Lopes da Fonseca |        | 10. März 1984 –29. Mai 1990         | Botschafter in Lusaka; am 21. März 1984 akkreditiert                                                                    |
| João Manuel Reprezas Godinho Gueifão       |        | 27. September 1990 –11. Mai 1995    | Botschafter in Lusaka; am 3. Oktober 1990 akkreditiert                                                                  |
| Francisco Domingos Garcia Falcão Machado   |        | 23. Mai 1995 –24. Juli 1999         | letzter Botschafter Portugals in Lusaka; am 31. Mai 1995 akkreditiert                                                   |
| Carlos Neves Ferreira                      |        | 1. Januar 1999 –15. Februar 2002    | Botschafter mit Amtssitz Harare                                                                                         |
| João Mário Barahona Pinto Arez             |        | 1. September 2002 –7. Januar 2003   | Übergangs-Geschäftsträger am Amtssitz Harare                                                                            |
| João Carlos Bessa Pinto Versteeg           |        | 1. Februar 2003 –26. Juni 207       | Botschafter mit Amtssitz Harare                                                                                         |
| Carlos Antunes                             |        | 27. Juni 2007 –16. März 2008        | Übergangs-Geschäftsträger am Amtssitz Harare                                                                            |
| João do Carmo Ataíde da Câmara             |        | 17. März 2008 –27. April 2012       | Botschafter mit Amtssitz Harare                                                                                         |
| Maria Inês de Almeida Coroa                |        | 28. April 2012 –1. August 2013      | Übergangs-Geschäftsträgerin am Amtssitz Harare                                                                          |
| Maria Gabriela Vieira Soares de Albergaria |        | 4. August 2013 –31. Dezember 2013   | Geschäftsträgerin am Amtssitz Harare                                                                                    |
| Ricardo Eduardo Vaz Pereira Pracana        |        | 1. Januar 2014–                     | Geschäftsträger am Amtssitz Harare                                                                                      |
| Ricardo Eduardo Vaz Pereira Pracana        |        | 10. August 2016 –14. Dezember 2018  | Botschafter mit Amtssitz Harare                                                                                         |
| Miguel de Mascarenhas de Calheiros Velozo  |        | seit 14. Dezember 2018              | Botschafter mit Amtssitz Harare                                                                                         |